# 에레기온
에레기온은 《실마릴리온》에 등장하는 나라이다. 벨레리안드 침수 이후 생존한 요정들을 주축으로 태양의 2시대에 건국되어 갈라드리엘, 켈레보른, 켈레브림보르와 같은 명사들이 있었으며, 그 시대가 끝나기 전에 멸망했다.
크하잣둠의 난쟁이와 우호적 교류의 산물으로 에레기온과 크하잣둠의 멸망 이후에도 《반지의 제왕》에서 등장한 두린의 문이 언급된다.